# 제2차 마른강 전투
2차 마른 전투는 1918년 제1차 세계 대전 때 독일군이 마른강에서 펼친 마지막 대공세로 끝내 패배하였고 독일 제국의 항복을 촉진시켰다.

## 전투 과정
아미앵-몽디디 전선에 대해 결정적 공격을 계획한 독일의 에리히 루덴도르프 장군은 그 전선에서 프랑스군을 빼돌리는 우회 작전을 폈다. 루덴도르프는 프랑스 랭스를 포위하고 프랑스군의 전력 분산을 노렸다. 그러나 프랑스의 페르디낭 포슈 장군은 랭스 동부에 탄탄한 방어망을 구축하고 독일군은 예상 밖의 저항과 역습을 받았다. 독일군은 여러 지점에서 마른강을 건넜으나 겨우 몇 마일 밖에 진격하지 못하고 이탈리아군이 독일군이 에페르네를 가는 길을 봉쇄했다. 미 제3사단도 샤토티에리에서 격렬한 공격을 하여 강둑에 있던 독일군을 몰아냈고 독일군은 남서부에 집중화력을 하며 겨우 10km를 진격했으나 결국 함정에 빠진 것을 깨달았다. 7월 18일에 독일군은 공격을 멈추고 연합군의 역습이 시작되어 프랑스와 미군 부대는 45km의 긴 전선에서 기습공격으로 독일군을 몰아붙여 3일 뒤에 프랑스군과 미군은 마른강을 건넜고 독일군은 엔벨 방어선으로 후퇴했다.

## 같이 보기
- 제1차 마른강 전투